# Embajada de España en Tanzania
La Embajada de España en Tanzania es la máxima representación legal del Reino de España en la República Unida de Tanzania. También está acreditada en Ruanda y Burundi ambas establecidas en 1995.

## Embajador
El actual embajador es Jorge Moragas, quien fue nombrado por el gobierno de Pedro Sánchez el 20 de julio de 2022.

## Misión diplomática
El Reino de España posee sólo un edificio de representación en el país, la embajada en la ciudad costera de Dar es-Salam, creada en 1967. La ciudad tanzana fue capital del país desde 1963 hasta 1974 cuando se decidió trasladar la capital a Dodoma, en el interior del país, no obstante las embajadas de los países acreditados en Tanzania siguen ubicadas en la antigua capital. Además, España esta acreditada en Ruanda, Burundi y, desde 2006, en la isla de Zanzíbar a través de tres consulados honorarios.

## Historia
España inició relaciones diplomáticas con Tanzania en 1967, tres años después de la unificación de los estados de Tanganica y Zanzíbar que dieron lugar a Tanzania. La embajada fue establecida ese mismo año pero sin carácter residente, ya que nos sería hasta los años 70 cuando el gobierno español nombró embajadores para los países de esta zona del continente africano, entre ellos Tanzania.

## Demarcación
Antes del nombramiento del primer embajador residente en Tanzania (1973), los asuntos consulares en Tanzania dependían de la Embajada española en Adís Abeba, capital de Etiopía.
La embajada española de Tanzania está acreditada en los dos países:
- República de Ruanda: En 1967 España creó embajada en Kigali, capital de la entonces República Ruandesa, cuando inició relaciones diplomáticas pero los asuntos en Ruanda dependieron de la Embajada española en Kinshasa desde 1969. En 1995 tanto Ruanda como Burundi pasaron a depender de la Embajada española en Tanzania.

- República de Burundi: España y Burundi establecieron relaciones diplomáticas en 1969 dependiendo sus asuntos diplomáticos de la Embajada española en la República Democrática del Congo. En 1995 Burundi pasó a depender de la Embajada española en Tanzania.

Dentro de la demarcación de Tanzania estuvo:
- Unión de las Comoras: las relaciones diplomáticas se establecieron en 1983, y dependieron de la Embajada española de Harare hasta 1988 cuando pasaron a depender de la Embajada española en Tanzania. En 1997 Comoras pasó a depender de la Embajada española en Pretoria.

- República de Malawi: España inició relaciones diplomáticas en 1972 cuando se incluyó al país africano dentro de la demarcación de Pretoria. En 1977 pasó a la demarcación de Tanzania y, finalmente, en 1988, Malaui pasó a la Embajada española de Zimbabue.

- República de Mauricio: España estableció relaciones diplomáticas con Mauricio el 30 de mayo de 1979. El primer embajador no residente fue nombrado en 1982 incluido en la demarcación de Tanzania. En 1997 los asuntos diplomáticos con la isla Mauricio pasó a depender de la Embajada española en Pretoria.

- República de Zambia: en 1974 España iniciaba relaciones diplomáticas con Zambia y dejaba los asuntos en manos de la Embajada española en Dar es-Salam (Tanzania). En 1982 fue incluida en la demarcación de Zimbabue.

- República de Madagascar: en 1966 la Embajada no residente fue creada en Antananarivo dependiente de la Embajada española en Adís Abeba, capital de Etiopía. En la demarcación de Kenia se incluyó, entre 1968 y 1990, dos años después, pasó a depender de la  embajada española en Tanzania. Las relaciones diplomáticas entre ambos países se iniciaron en 1966 y se han basado en la cooperación y en la lucha contra la piratería. Desde 1994 las relaciones dependen de la embajada española en Pretoria.